# Shankar's Virus
Shankar's Virus (također poznat i kao W97M.Marker.o) je računalni virus koji zaražava Microsoft Word dokumente i predloške. Otkriven je 3. lipnja 1999.

## Efekti
Shankar's Virus provaljuje u Word event handler  za zatvaranje dokumenta kako bi mogao pokrenuti svoj kod. 
Virus zaražava druge dokumente i predloške kad korisnik otvori već inficirani dokument, i pravi sljedeće modifikacije na zaraženim dokumentima:
Title: Are You suprised ?
Subject: Birthday
Author: LSK
Category: You Are Infected
Keywords: Birthday
Comments: Shankar's Birthday falls on 25th July. Don't Forget to wish him
U slučaju da je datum 23. srpanj ili je kasniji, virus mijenja naziv programa u naslovnoj traci u: "Happy Birthday Shankar-25th July.The World may Forget but not me." Potom prikaže dijaloški okvir s tekstom: "Did You Wish Shankar on his birthday?" 
te s ponuđenim odgovorima "Yes" i "No". Klikom na prvi odgovor korisnik će dobiti poruku: "Thank You! I Love You. You are wonderfull.", a ako klikne "No" tekst: "You are Heart Less. You Will Be Punished For This." 
Osim toga će na navedene datume, u slučaju da korisnik otvori novi dokument, Shankar's Virus dodati tekst: "Happy BirthDay Shankar." 
Ako korisnik zatvori zaraženi dokumnent, bit će prikazan dijaloški okvir s tekstom: "Did You Wish Shankar on his Birthday?", no ako korisnik klikne na potvrdni ili negativni odgovor, ne pojavljuju se daljnji dijaloški okviri.